# ФК Утрехт
Фудбалски клуб Утрехт (хол. Football Club Utrecht) професионални је холандски фудбалски клуб из Утрехта. Основан је 1970. године, а домаће утакмице игра на стадиону Галгенвард. Клуб се тренутно такмичи у  Ередивизији. Један је од ретких клубова у Холандији који никад није био избачен из највишег ранга такмичења.

## Трофеји
- Ередивизија: 1957/58.
- Куп Холандије: 1984/85, 2002/03, 2003/04.
- Суперкуп Холандије: 2004.